# Tekensysteem
Een tekensysteem of tekenstructuur is een groep tekens die onderlinge samenhang vertonen. Het is ook enkel deze structuur die tekens tot hun statuut van teken verheft, dat wil zeggen: een teken vindt zijn betekenis enkel in verhouding tot de andere tekens binnen hetzelfde systeem. Een teken op zich, zonder relaties met overige tekens, is betekenisloos en wordt dus niet als teken beschouwd.
De voor de mens meest belangrijke en door hen meest bestudeerde tekensystemen zijn ongetwijfeld de verschillende menselijke talen en hun schrift. Die studie vindt plaats binnen de taalwetenschap of taalkunde.

## Semiotiek
De semiotiek of tekenleer is een aparte wetenschappelijke discipline die zich specifiek bezighoudt met de studie van tekensystemen. Tekensystemen zijn geenszins beperkt tot letters, of zoals in de voorbeelden hierboven, klanken en woorden. Zij functioneren op vele terreinen. Andere voorbeelden zijn zinnen, teksten, foto's, films, illustraties, landkaarten, e.d.. Ferdinand de Saussure en vooral Charles Sanders Peirce worden beschouwd belangrijke grondleggers van de moderne semiotiek. Ook Claude Lévi-Strauss, onder andere, breidde het concept tekensysteem uit en gebruikte  het in zijn analyses van de samenleving, meer bepaald in zijn analyses van culturele en religieuze riten en gewoonten.

## Open of gesloten
Er wordt een onderscheid gemaakt tussen open tekensystemen en gesloten tekensystemen. Open tekensystemen worden gekenmerkt door een variabel en onbeperkt aantal tekens. Er kunnen tekens aan worden toegevoegd en er kunnen tekens verdwijnen. Duidelijke voorbeelden van open tekensystemen zijn de menselijke taal of cultuur. In gesloten tekensystemen is het aantal tekens beperkt en exact gekend. Een duidelijk voorbeeld van een gesloten tekensysteem is ons alfabet.

## Syntagma en paradigma
Algemeen worden twee belangrijke soorten verhoudingen tussen tekens onderling onderscheiden. De samenhang tussen tekens kan syntagmatisch zijn, en dan wordt vaker van structuur gesproken, of paradigmatisch; in dat geval is het woord systeem iets gebruikelijker. 

### Syntagma
Een syntagmatisch verband houdt in dat de betekenis van een teken deels bepaald wordt door zijn grammaticale (of syntagmatische) relatie tot andere tekens binnen een bepaalde tekenconstructie of tekenstructuur. Tekenstructuren kunnen een woord of zin zijn, maar ook bijvoorbeeld een foto. Deze relatie uit zich in de plaats waarop het teken zich bevindt tegenover andere tekens, alsook (in geval van taaltekens dan) in vervoegingen en verbuigingen. Kortom verwijst de 'syntagmatische structuur', waarvan een bepaald teken een onderdeel is, naar de grammatica van die tekencombinatie.
- De klank [ɑ] (of ook de geschreven letter a) kan bijvoorbeeld als teken op zich worden opgevat, maar krijgt pas zin in een bepaalde combinatie met andere klanken (of letters): bijvoorbeeld in de combinatie [kɑt] of [kɑn]. Merk op dat een zelfs miniem verschil in de structuur of samenstelling van tekens een totaal andere betekenis met zich meedraagt.

- Ook het woord [kɑt] is een teken op zich. We weten dat het om een bepaald huisdier gaat, maar ook nu weer bepaalt de context hoe dit teken (ditmaal dus een woord) functioneert binnen de bredere betekenisvolle eenheid van de zin.

De kat heeft honger
Ik ben mijn kat kwijt.
Er wordt dus een meer concrete betekenis verleend aan een bepaald teken (kat), wanneer het in combinatie met andere tekens wordt geplaatst. Binnen een bepaalde context wordt het concept (de betekenis) van het teken dan, volgens de aard van de syntagmatische relaties tot de overige tekens in de combinatie, gerelateerd aan de concepten van de overige tekens. Het teken wordt dus in syntagmatisch verband tot de andere tekens geplaatst. Deze syntagmatische combinatie vormt dan op zijn beurt weer een teken op zich. Als het teken op zich staat (dus niet in syntagmatisch verband tot anderen), blijft de informatie beperkt tot het algemene (meer abstracte) concept van het teken.

### Paradigma
Waar er in een syntagmatische constructie wordt gekeken naar de structuur van een bepaalde tekencombinatie (tekens die in combinatie met elkaar verschijnen binnen een bepaalde context), houdt een paradigmatische constructie net de vervangbaarheid van de verschillende elementen (tekens) van die structuur in. Er wordt onderscheid gemaakt tussen dat wat wél, en de vele mogelijke begrippen die níét worden aangeduid binnen de tekencombinatie. Op de plaats waar het ene teken staat in een tekencombinatie, kan een ander niet meer staan. Het ene teken sluit bijgevolg gebruik van het andere uit. Het teken krijgt zijn betekenis dus omdat het door degene die het uitte is verkozen als geschikter voor de situatie dan alle andere verwante tekens die er niet staan, maar wel hadden kunnen staan. De keuze voor een teken wordt bepaald door datgene wat het teken wil be-tekenen of representeren. Hoe meer keuze tussen mogelijke (verwante) tekens voor de representatie van iets, hoe nauwkeuriger en specifieker het gekozen teken zal verwijzen naar wat de verkondiger wilde overbrengen.
- In [kɑt] krijgt de [ɑ] betekenis als teken doordat er niet staat: [kot] of [kit]. Die tekens hadden er kùnnen staan. Ze onderscheiden zich van elkaar en er was keuze mogelijk.
- Zo ook krijgt het teken kat in de zin Ik ben mijn kat kwijt specifiekere betekenis doordat het als teken vervangbaar is. Er hadden immers ook woorden als dier, huisdier, hond kunnen staan of zelfs ring, vertrouwen. Het spreekt niet vanzelf dat specifiek dit teken er staat. Hoe meer alternatieven er zijn die er niet staan, hoe specifieker de verwijzing door het teken dat er wel staat.

Het gaat hier dus over het deel van de betekenis van het gebruikte (verkozen) teken dat ontleend wordt aan de verhouding van dat teken tot de in betekenis en grammaticale (syntagmatische) functie verwante tekens (die niet werden gebruikt). De verwante tekens behoren tot eenzelfde paradigmatische categorie.